# Warteres Samurgaszew
Warteres Warteresowicz Samurgaszew (ros. Вартерес Вартересович Самургашев; orm. Վարդերես Վարդերեսի Սամուրգաշյան; ur. 13 września 1979 w Rostowie nad Donem) – rosyjski zapaśnik w stylu klasycznym. Z pochodzenia Ormianin.
Trzykrotny olimpijczyk. Złoty medalista Igrzysk w Sydney 2000 w wadze 63 kg. Brązowy medal w Atenach 2004 a w Pekinie 2008 zajął 8 miejsce. Na obu tych igrzyskach walczył w kategorii do 74 kg.
Trzykrotny uczestnik Mistrzostw Świata, złoto w 2002 i 2005. Cztery razy brał udział w Mistrzostwach Europy, zdobył dwa złote medale w 2000 i 2006 i srebrny w 2002 roku.
Drugi w Pucharze Świata w 2005 i 2006; piąty w 2008. Najlepszy na igrzyskach wojskowych w 2007. Mistrz świata wojskowych w 2001 roku.
Mistrz Rosji w latach 1998-2000 i 2006, drugi w 2010 roku.
Jego brat Rafael reprezentował Armenię w turnieju zapaśniczym na igrzyskach w Sydney 2000. Zajął 14 miejsce w wadze do 97 kg.